# Abdullah Al-Dosari
Abdullah Al-Dosari, född 19 april 1965, är en friidrottare från Bahrain. Han deltog vid olympiska sommarspelen 1988 och olympiska sommarspelen 1992.